# Alan Sorrenti (album)
Alan Sorrenti è il terzo album di Alan Sorrenti, pubblicato dalla Harvest Records nel 1974. Il disco fu registrato nell'autunno del 1974 al Chantalain di Roma (Italia).

## Tracce
Testi e musiche di Alan Sorrenti, eccetto dove indicato.
Lato A
1. Un viso d'inverno – 7:43
2. Dicitencello vuje – 3:59 (testo: Enzo Fusco – musica: Rodolfo Falvo)
3. Ma tu mi ascolti – 7:35

Lato B
1. Sulla cima del mondo – 4:50
2. Poco più piano – 4:03
3. Microfoni assassini – 4:30
4. Incrociando il sole – 4:48

## Formazione
- Alan Sorrenti – voce, chitarra acustica, chitarra elettrica, sintetizzatore
- Tony Esposito – batteria, percussioni
- Nero Limone – basso, chitarra elettrica
- Vincenzo Castella – chitarra acustica, mandolino
- Mark Harris – pianoforte, Fender Rhodes, chitarra acustica, eminent, sintetizzatore